# 92
92（九十二、きゅうじゅうに、ここのそじあまりふたつ）は自然数、また整数において、91の次で93の前の数である。

## 性質
- 92は合成数であり、正の約数は 1, 2, 4, 23, 46, 92 である。
  - 約数の和は168。
- 8番目の五角数である。1つ前は70、次は117。
  - 92 = 8 + 9 + 10 + 11 + 12 + 13 + 14 + 15
- ジョンソンの立体は全部で92種類ある。
- 変形十二面体の面の数は92面である。
- 1/92 = 0.010869565217391304347826… (下線部は循環節で長さは22)
  - 逆数が循環小数になる数で循環節が22になる4番目の数である。1つ前は69、次は115。
- 異なる平方数の和で表せない31個の数の中で27番目の数である。1つ前は76、次は96。
- 各位の和が11になる8番目の数である。1つ前は83、次は119。
- 完全数を作る数式 2n−1(2n − 1) からできる3番目の倍積完全数28と4番目の倍積完全数120の差が92である。1つ前は22、次は376。(オンライン整数列大辞典の数列 A010036)
- 92 = 13 + 33 + 43
  - 3つの正の数の立方数の和1通りで表せる14番目の数である。1つ前は81、次は99。(オンライン整数列大辞典の数列 A025395)
  - 異なる3つの正の数の立方数の和1通りで表せる3番目の数である。1つ前は73、次は99。(オンライン整数列大辞典の数列 A025399)
  - n = 3 のときの 1n + 3n + 4n の値とみたとき1つ前は26、次は338。(オンライン整数列大辞典の数列 A074506)
- 92 = 22 × 23
  - 2つの異なる素因数の積で p2 × q の形で表せる13番目の数である。1つ前は76、次は98。(オンライン整数列大辞典の数列 A054753)
- n = 90 のとき n と n + 1 を並べた数を作ると素数になる。n と n + 1 を並べた数が素数になる14番目の数である。1つ前は90、次は96。(オンライン整数列大辞典の数列 A030457)

## その他 92 に関連すること
- 世界一長い地名、Tetaumatawhakatangihangakoauaotamateaurehaeaturipukapihimaungahoronukupokaiwhenuaakitanarahu の字数は92文字。
- 原子番号 92 の元素はウラン (U)。
- 第92代天皇は伏見天皇である。
- チェスの盤と、駒クイーンを扱ったパズル『エイト・クイーン』の解の数。回転、鏡像解を数えない（排除する）場合は 12。
- 92式地雷原処理車は地雷原を地雷処理戦車を啓開することを目的としている。
- 日産ディーゼルのエンジンの型式名「日産ディーゼル・MD92エンジン」
- 富山県射水市の太閤山ランド内の展望塔は1992年に建設され、高さ92メートル。
- 第92代内閣総理大臣は麻生太郎である。
- 第92代ローマ教皇はステファヌス2世（在位：752年3月23日～3月26日）である。教皇に選出されて3日後に脳卒中で急死。歴代教皇の中で在任期間が最短であるが、教皇冠を戴冠することなく亡くなったため、正式な歴代ローマ教皇リストから除かれている。（正式なローマ教皇リストに載った教皇で、最短の在任期間はウルバヌス7世。）
- 第92代ローマ教皇はステファヌス2世（在位：752年3月26日～757年4月26日）である。ステファヌス2世が急死したため、彼を正規の第92代教皇とする文献もある。
- 年始から数えて92日目は4月2日、閏年では4月1日。
- クルアーンにおける第92番目のスーラは夜である。
- 92（クニ）は、音楽グループ・GReeeeNのメンバーの一人。